# Piper ridleyi
Piper ridleyi är en pepparväxtart som beskrevs av C. Dc.. Piper ridleyi ingår i släktet Piper och familjen pepparväxter. Inga underarter finns listade i Catalogue of Life.